# Rudolf Kraus (Politiker, 1941)
Rudolf Kraus (* 27. Februar 1941 in Amberg; † 18. Mai 2018 in Neustadt an der Waldnaab) war ein deutscher Politiker (CSU). Er war von 1992 bis 1998 Parlamentarischer Staatssekretär beim Bundesministerium für Arbeit und Sozialordnung.

## Leben und Beruf
Kraus beendete 1959 seine kaufmännische Lehre mit der Kaufmannsgehilfenprüfung. Er besuchte dann die Verwaltungs- und Wirtschaftsakademie in München, die er 1961 als Betriebswirt (VWA) abschloss. Er war danach bei der Kraftanlagen Heidelberg AG, zuletzt als kaufmännischer Leiter und Prokurist, in München tätig. Von 1974 bis 1976 war er Prokurist der Firma Hans Brochier GmbH Co. KG in Feldkirchen.
Rudolf Kraus war verwitwet und hat zwei Kinder.

## Partei
Seit 1962 war er Mitglied der CSU. Hier engagierte er sich zunächst in der JU, deren Kreisvorsitzender in München er von 1963 bis 1967 war. Von 1969 bis 1990 war er CSU-Kreisvorsitzender München IV-Bogenhausen. Seit 1992 war er Mitglied im CSU-Bezirksvorstand Oberpfalz und von 2001 bis 2003 Vorsitzender des CSU-Kreisverbandes Amberg-Sulzbach.

## Abgeordneter
Von 1970 bis 1974 war er Mitglied im Bezirkstag von Oberbayern.
Von 1976 bis 2005 war Kraus Mitglied des Deutschen Bundestages. Hier war er von 1989 bis 1992 Parlamentarischer Geschäftsführer der CDU/CSU-Bundestagsfraktion und von November 1998 bis Oktober 2005 Vorsitzender des Ausschusses für wirtschaftliche Zusammenarbeit und Entwicklung.
Rudolf Kraus zog 1976 als direkt gewählter Abgeordneter des Wahlkreises München-Ost und 1990 des Wahlkreises Amberg in den Bundestag ein. Bei der Nominierung für die Bundestagswahl 2005 unterlag er knapp dem bisherigen Oberbürgermeister von Neumarkt in der Oberpfalz, Alois Karl.

## Öffentliche Ämter
Vom 8. Mai 1992 bis zum 26. Oktober 1998 gehörte er als Parlamentarischer Staatssekretär beim Bundesminister für Arbeit und Sozialordnung der von Bundeskanzler Helmut Kohl geführten Bundesregierung an.
Von 2005 bis 2013 war Rudolf Kraus stellvertretendes Mitglied der G 10-Kommission.

## Kabinette
- Kabinett Kohl IV – Kabinett Kohl V

## Auszeichnungen
- 1991: Bayerischer Verdienstorden[1]
- 1992: Großes Verdienstkreuz des Verdienstordens der Bundesrepublik Deutschland am 29. Juli 1992[1]
- 2009: Polarsternorden der Mongolei für Verdienste um deutsch-mongolische Beziehungen[1][12]
- Goldene Bürgermedaille der Stadt Schnaittenbach[3]